# Asteia spinosa
Asteia spinosa är en tvåvingeart som först beskrevs av Curtis W. Sabrosky 1943.  Asteia spinosa ingår i släktet Asteia och familjen smalvingeflugor.
Artens utbredningsområde är Costa Rica. Inga underarter finns listade i Catalogue of Life.